# Kaishan, Fujian
Kaishan (kinesiska: 开善) är en socken i sydöstra Kina. Den ligger i Taining härad i staden Sanming i provinsen Fujian, omkring 220 kilometer väster om provinshuvudstaden Fuzhou. Antalet invånare är 5 780. Befolkningen består av 2 777 kvinnor och 3 003 män. Barn under 15 år utgör 15,0 %, vuxna 15-64 år 73 %, och äldre över 65 år 10,0 %.